# Spirostreptus hermosus
Spirostreptus hermosus är en mångfotingart som beskrevs av Chamberlin 1941. Spirostreptus hermosus ingår i släktet Spirostreptus och familjen Spirostreptidae. Inga underarter finns listade i Catalogue of Life.